# مملكة نيبال
مملكة نيبال، تُعرف أيضًا باسم مملكة جوركا أو إمبراطورية جوركا، أو آسال هندوستان (الأرض الفعليّة للهندوس)، مملكة هندوسية سابقة في شبه القارة الهندية، تشكلت في العام 1768 إثر توحيد نيبال. أسسها الملك بريثوي ناريان شاه، وهو من ملوك جوركا ذوي الأصول من راجبوت الهندية في القرون الوسطى. دامت المملكة لـ240 عامًا حتى إلغاء الملكية النيبالية في العام 2008. خلال هذه الفترة، حكمت عائلة شاه النيبال رسميًا، ومارست مستويات متعددة من السلطة طوال فترة العهد الملكي.
في العام 1792 بعد غزو القوات النيبالية لهضبة التبت ونهب مدينة دياغرتشا بأوامر الأمير الوصي على العرش باهادور شاه، طلب الدالاي لاما وسفراء الصين الغوث العسكري من الإدارة الصينية. هاجمت القوات الصينية والتبتية تحت إمرة فو كانغ النيبال ولكنها اختارت مسار التفاوض بعد فشلها في مقاطعة نواكوت. كان المسؤول الملكي في النيبال (مولكاجي) دامودار باندي أكثر المسؤولين الملكيين الأربعة تأثيرًا والذين عُيّنوا بعد خلع الملك باهادور شاه رغم أن رئيس وزراء الملكي حينها كان كيرتيمان سينغ باسنيات. حاول دامودار باندي حماية الملك غيرفان يودها شاه وإبقاء والده رانا باهادور خارج النيبال. على أي حال، في 4 مارس 1804، عاد الملك السابق واستلم منصب مختيار (رئيس الحكومة)، وأعدم دامودار باندي بقطع رأسه في ثانكوت. إثر وفاة الملك رانا باهادور شاه وقعت مذبحة بانداركال في العام 1806 وعلى إثرها استلم رئيس الحكومة المستبد بيمسين ثابا السلطة وأصبح الحاكم الفعلي لنيبال بحكم الأمر الواقع من العام 1806 حتى 1837. مع ذلك، ففي بدايات القرن التاسع عشر، أدى توسع شركة الهند الشرقية الحاكمة في الهند إلى نشوب الحرب الإنجليزية-النيبالية (1814-1816)، والتي أسفرت عن هزيمة النيبال. وفقًا لبنود معاهدة سوغاولي، حافظت المملكة على استقلالها، ولكن مقابل تنازلها عن بعض الأراضي، الأمر الذي جعل المنطقة الممتدة من نهر ميتشي إلى نهر شاردا حدود سيطرة نيبال، والتي تُعرف أحيانًا باسم «مملكة نيبال العظمى». على المشهد السياسي، انتهى حكم سلالة ثابا مع وفاة رئيس الوزراء مثابار سينغ، ومهد ذلك الطريق لوقوع مذبحة كوت التي شهدت استيلاء سلالة رانا على الحكم وهم من أصول قبائل راجبوت (وطبقة كشاتريا). على إثر ذلك، بقي منصب رئاسة الوزراء متوارثًا في عائلة رانا طوال القرن التالي، أي من العام 1843 حتى العام 1951.
بدءًا من عهد جونغ باهادور، أول حكام رانا، قزّمت عائلة رانا منصب الشاه الحاكم إلى منصب فخري. اتّسم حُكم عائلة رانا بالطغيان، والانحلال، والاستغلال الاقتصادي، والاضطهاد الديني.
في يوليو من العام 1950، وقعت دولة الهند المستقلة حديثًا معاهدة صداقة مع النيبال تعهّد فيها البلدان باحترام سيادة الآخر. في نوفمبر من نفس العام، أدت الهند دورًا محوريًا في دعم الملك تريبوفان الذي حاول قائد عائلة رانا موهان شومشير جانغ خلعه واستبداله بحفيده الرضيع الملك جيانيندرا. بدعم من الهند تشكّلت حكومة جديدة تألفت من كونغرس النيبال، وأنهى الملك تريبوفان عهد سيطرة عائلة رانا في العام 1951.
في ستينيات وسبعينيات القرن العشرين حدثت عدت محاولات لإجراء إصلاحات ووضع دستور بلاد، ولكنها مُنيت بالفشل. أدت الأزمة الاقتصادية في نهاية الثمانينيات من القرن العشرين إلى حراك شعبي تكلل بعقد انتخابات برلمانية وتبنّي نظام حكم ملكي دستوري في العام 1990. شهدت تسعينيات القرن العشرين اندلاع الحرب الأهلية النيبالية (1996-2006)، التي كانت صراعًا بين القوات الحكومية وقوات متمردي الحزب الشيوعي النيبالي (الماوي). تعرّض الحكم المَلكية لهزة عنيفة أخرى في العام 2001 مع وقوع مذبحة العائلة المالكة، إذ وفقًا للمزاعم أطلق ولي العهد الأمير ديبندرا النار وقتل 10 أشخاص، بمن فيهم والده الملك بيرندرا، ولقي حتفه بعد المذبحة بإطلاق نار فيما زُعم أنه حادثة انتحار.
نتيجة للمذبحة، جلس الملك جينانيدرا على العرش مرة أخرى. أدى فرضه الحكم الملكي المباشر في العام 2005 إلى اندلاع حركة احتجاجات شهدت تكاتف المسلحين الشيوعيين الماويين والناشطين المنادين بالديمقراطية. في نهاية المطاف أُجبر جيانيندرا على استعادة مجلس النواب، والذي تبنى في العام 2007 دستورًا انتقاليًا حدّ إلى درجة كبيرة من سلطات النظام الملكي النيبالي. بعد الانتخابات التي عُقدت في العام التالي، وفي أول جلساتها في 28 مايو 2008، أعلنت الجمعية التأسيسية النيبالية عن إلغاء النظام الملكي وإعلان جمهورية النيبال الديمقراطية الاتحادية.
حتى إلغاء الملكية من قبل الجمهوريين، كانت النيبال هي البلد الوحيد في العالم الذي يتبنى الهندوسية دينًا رسميًا للدولة؛ أما الآن فهي دولة علمانية.

## القرن الثامن عشر

### الأصل
توسّعت البلاد بدءًا من إحدى مقاطعات شاوبيسي المُسماة مملكة جوركا. يعود أصل طبقة الباهون وسلالة شاه الحاكمة وقبائل طبقة كشاتريا الأرستقراطية مثل «سلالة باندي»، و«سلالة باسنيات»، و«سلالة ثابا»، و«عائلة كونوار» (التي أصبحت تُعرف باسم عائلة رانا فيما بعد)، يعود أصلهم إلى راجبوت الهندوسية والباهون في شمال الهند الذين دخلوا إلى نيبال من الغرب بعد تقدّم المسلمين. امتدت السيرورة التاريخية الحقيقية لنشاط الهجرة التي حدثت وغزو مملكة جوركا لنيبال على مدار عدة قرون وتختلف اختلافًا شديدًا عما يطرحه شاوهان. الأهم من ذلك، ففرضية شاوهان بوجود هوية للجوركا بزمن طويل قبل وصول حكام الشاه إلى هضاب نيبال لا يدعم صحتها الدليل التاريخي المتوفر عن تاريخ نيبال. في نيبال، لا يُشار إلى الطبقات المقاتلة باسم «جوركا»، بل «جوركالي»، بمعنى «ساكني جوركا». وصيحتهم الشهيرة للحرب هي «آيو جوركالي»، أي «ها قد جاء الجوركالي».
يرتبط أصل الكلمة الجغرافية «جوركا» فعلًا بالقديس الهنودسي المتسوّل غوراخناث. يوجد في قرية جوركا معبد مكرّس للقديس غوراخناث ومعبد آخر مكرّس لجوراكاكلي، وهي إلهة مناظِرة. جاء في الموسوعة الجغرافية النيبالية المعنونة («من نهر ميتشي إلى نهر شاردا») المنشورة في العام 2013 في فترة بيكرام مِن قبل حكومة بانشايات المستبدة احتفالًا بتتويج الملك بيرندرا شاه جاء فيها وصف مطابق للربط بين اسم المكان بالقديس ولكنها لا تضيف تفاصيل أوفى. إضافة إلى ذلك فقد عفا الزمن على الحقائق المتصلة بتاريخ بناء المعابد والمكان المسمى باسم بالقديس. يمكن التخمين بأن هذه الأحداث قد وقعت في القسم الأول من الألف الثانية قبل الميلاد إثر صعود طائفة ناث. في الحقيقة، فمسار الحج الذي سلكته هذه الطائفة شمالًا عبر شبه القارة الهندية يشمل جزءًا كبيرًا من نيبال المعاصرة بما في ذلك وادي كاتماندو. لشعب نيوار في نيبال القرون الوسطى عدة معابد مهمة ومهرجانات مكرسة لمعلمي طائفة ناث الرئيسيين. قبيل حكم مملكة جوركا وحكام الشاه، سكن جوركا مجموعات إثنية ذات أصول آرية ومغولية تحت حكم خادكا، الذين كانوا على الأرجح من شعب الخاس. هزم دارفيا شاه الخادكا في العام 1559 ميلادية ودشن عهد الشاه في المقاطعة. كان بريثوي ناريان شاه من الجيل التاسع لحكام الشاه في جوركا، واستلم مقاليد الحكم في العام 1742.

### التوسع
في البداية أسس الملك بريثوي نارايان شاه، حاكم مقاطعة جوركا الصغيرة، جيش جوركالي. بعد ذلك اختير قائد الجيش من عائلات كشاتريا النبيلة من جوركا، مثل «سلالة باندي» و«سلالة باسنات» و«سلالة ثابا» وذلك قبل حكم «عائلة رانا». بالرغم من ذلك، كان أول قائد مدني للجيش كاجي كالو باندي الذي أدى دورًا بارزًا في حملة توحيد نيبال. اعتبر باندي قائدًا للجيش بسبب نهوضه بأعباء الجيش ومسؤولياته، وليس قائدًا وفقًا للطابع الرسمي للمنصب.